# Velká cena Číny silničních motocyklů 2008
Velká cena Číny 2008 se uskutečnila 2. – 4. května, 2008 na okruhu Shanghai International Circuit.

## MotoGP
Letošní šampionát se začal vyvíjet velice příznivě pro španělské mladíky Pedrosu a Lorenza,kteří se po třech závodech dělili o vedení v šampionátu. Valentino Rossi se pomalu začal stávat odepisovaným a Stoner s Ducati už zklamali víc než dost. Právě Rossi měl v Číně ve které vyhrál v roce 2005 o motivaci navíc,a to dokázat že neztratil nic ze svého umu. Úřadujícímu mistru světa Stonerovi zase měly vyhovovat rychlé úseky a nejdelší rovinka okruhu.
V Estorilu se uskutečnil den testů. Kromě zraněného Lorenza,který podstoupil operaci pravé ruky,se testování zúčastnili všichni závodní jezdci .Nejlepším časem testů se prezentoval Dani Pedrosa 1:36,455. Týmy se zaměřily převážně na pneumatiky a nastavení pro Velkou cenu Číny.
James Toseland prodloužil smlouvu s týmem Tech 3 Yamaha na rok 2009. Yamaha si taktéž zajistila další spolupráci s týmem Tech 3 a bude podporovat dvě jejich Yamahy do roku 2010. Ředitel Yamaha Racing Lin Jarvis ujistil, že brzy začnou jednání i s Valentinem Rossim.

### Kvalifikace
| *                                               | *                                                 | *                                               |
| _______1_______ Colin Edwards Yamaha 1:58.139   |                                                   |                                                 |
|                                                 | _______2_______ Valentino Rossi Yamaha 1:58.494   |                                                 |
|                                                 |                                                   | _______3_______ Casey Stoner Ducati 1:58.591    |
| _______4_______ Jorge Lorenzo Yamaha 1:58.711   |                                                   |                                                 |
|                                                 | _______5_______ Daniel Pedrosa Honda 1:58.855     |                                                 |
|                                                 |                                                   | _______6_______ Loris Capirossi Suzuki 1:58.941 |
| _______7_______ James Toseland Yamaha 1:59.254  |                                                   |                                                 |
|                                                 | _______8_______ Chris Vermeulen Suzuki 1:59.325   |                                                 |
|                                                 |                                                   | _______9_______ Randy de Puniet Honda 1:59.357  |
| _______10_______ Nicky Hayden Honda 1:59.507    |                                                   |                                                 |
|                                                 | _______11_______ Andrea Dovizioso Honda 1:59.559  |                                                 |
|                                                 |                                                   | _______12_______ Marco Melandri Ducati 1:59.678 |
| _______13_______ Shinya Nakano Honda 1:59.716   |                                                   |                                                 |
|                                                 | _______14_______ John Hopkins Kawasaki 1:59.740   |                                                 |
|                                                 |                                                   | _______15_______ Toni Elias Ducati 1:59.933     |
| _______16_______ Alex de Angelis Honda 2:00.316 |                                                   |                                                 |
|                                                 | _______17_______ Sylvain Guintoli Ducati 2:00.760 |                                                 |
|                                                 |                                                   | _______18_______ Anthony West Kawasaki 2:00.838 |
| ----------------------------------------------- | ------------------------------------------------- | ----------------------------------------------- |

### Závod
| Pozice | #  | Jezdec           | Stroj    | Kola | Čas       | Rošt | Body |
| ------ | -- | ---------------- | -------- | ---- | --------- | ---- | ---- |
| 1      | 46 | Valentino Rossi  | Yamaha   | 22   | 44:08.061 | 2    | 25   |
| 2      | 2  | Dani Pedrosa     | Honda    | 22   | +3.890    | 5    | 20   |
| 3      | 1  | Casey Stoner     | Ducati   | 22   | +15.928   | 3    | 16   |
| 4      | 48 | Jorge Lorenzo    | Yamaha   | 22   | +22.494   | 4    | 13   |
| 5      | 33 | Marco Melandri   | Ducati   | 22   | +26.957   | 12   | 11   |
| 6      | 69 | Nicky Hayden     | Honda    | 22   | +28.369   | 10   | 10   |
| 7      | 5  | Colin Edwards    | Yamaha   | 22   | +29.780   | 1    | 9    |
| 8      | 24 | Toni Elias       | Ducati   | 22   | +30.225   | 15   | 8    |
| 9      | 65 | Loris Capirossi  | Suzuki   | 22   | +31.440   | 6    | 7    |
| 10     | 56 | Shinya Nakano    | Honda    | 22   | +35.969   | 13   | 6    |
| 11     | 4  | Andrea Dovizioso | Honda    | 22   | +36.246   | 11   | 5    |
| 12     | 52 | James Toseland   | Yamaha   | 22   | +43.191   | 7    | 4    |
| 13     | 14 | Randy de Puniet  | Honda    | 22   | +43.442   | 9    | 3    |
| 14     | 21 | John Hopkins     | Kawasaki | 22   | +45.855   | 14   | 2    |
| 15     | 50 | Sylvain Guintoli | Yamaha   | 22   | +46.330   | 17   | 1    |
| 16     | 15 | Alex de Angelis  | Honda    | 22   | +50.593   | 16   |      |
| 17     | 13 | Anthony West     | Kawasaki | 22   | +1:05.593 | 18   |      |
| Ret    | 7  | Chris Vermeulen  | Suzuki   | 6    | Porucha   | 8    |      |

### Průběžná klasifikace jezdců a týmů
| Pos | #  | Jezdec           | Stroj    | Body |
| --- | -- | ---------------- | -------- | ---- |
| 1   | 2  | Daniel Pedrosa   | Honda    | 81   |
| 2   | 48 | Jorge Lorenzo    | Yamaha   | 74   |
| 3   | 46 | Valentino Rossi  | Yamaha   | 72   |
| 4   | 1  | Casey Stoner     | Ducati   | 56   |
| 5   | 65 | Loris Capirossi  | Suzuki   | 33   |
| 6   | 52 | James Toseland   | Yamaha   | 33   |
| 7   | 5  | Colin Edwards    | Yamaha   | 31   |
| 8   | 69 | Nicky Hayden     | Honda    | 29   |
| 9   | 4  | Andrea Dovizioso | Honda    | 26   |
| 10  | 21 | John Hopkins     | Kawasaki | 26   |

| Pos | Tým                     | Továrna  | Body |
| --- | ----------------------- | -------- | ---- |
| 1   | Fiat Yamaha Team        | Yamaha   | 146  |
| 2   | Repsol Honda Team       | Honda    | 110  |
| 3   | Ducati Marlboro Team    | Ducati   | 79   |
| 4   | Tech 3 Yamaha           | Yamaha   | 64   |
| 5   | Rizla Suzuki MotoGP     | Suzuki   | 47   |
| 6   | Kawasaki Racing Team    | Kawasaki | 29   |
| 7   | San Carlo Honda Gresini | Honda    | 29   |
| 8   | JiR Team Scot MotoGP    | Honda    | 21   |
| 9   | Alice Team              | Ducati   | 19   |
| 10  | LCR Honda MotoGP        | Honda    | 11   |

| Pos | Továrna  | Body |
| --- | -------- | ---- |
| 1   | Yamaha   | 90   |
| 2   | Honda    | 81   |
| 3   | Ducati   | 56   |
| 4   | Suzuki   | 34   |
| 5   | Kawasaki | 26   |

## 250 cc

### Kvalifikace
| *                                                  | *                                                   | *                                                 | *                                               |
| _______1_______ Alvaro Bautista Aprilia 2:04.882   |                                                     |                                                   |                                                 |
|                                                    | _______2_______ Hector Barbera Aprilia 2:05.317     |                                                   |                                                 |
|                                                    |                                                     | _______3_______ Mika Kallio KTM 2:05.402          |                                                 |
|                                                    |                                                     |                                                   | _______4_______ Julian Simon KTM 2:05.651       |
| _______5_______ Marco Simoncelli Gilera 2:05.724   |                                                     |                                                   |                                                 |
|                                                    | _______6_______ Thomas Lüthi Aprilia 2:05.853       |                                                   |                                                 |
|                                                    |                                                     | _______7_______ Mattia Pasini Aprilia 2:06.119    |                                                 |
|                                                    |                                                     |                                                   | _______8_______ Manuel Poggiali Gilera 2:06.192 |
| _______9_______ Roberto Locatelli Gilera 2:06.216  |                                                     |                                                   |                                                 |
|                                                    | _______10_______ Yuki Takahashi Honda 2:06.245      |                                                   |                                                 |
|                                                    |                                                     | _______11_______ Hiroshi Aoyama KTM 2:06.276      |                                                 |
|                                                    |                                                     |                                                   | _______12_______ Alex Debon Aprilia 2:06.279    |
| _______13_______ Hector Faubel Aprilia 2:06.283    |                                                     |                                                   |                                                 |
|                                                    | _______14_______ Lukáš Pešek Aprilia 2:06.428       |                                                   |                                                 |
|                                                    |                                                     | _______15_______ Aleix Espargaro Aprilia 2:06.559 |                                                 |
|                                                    |                                                     |                                                   | _______16_______ Fabrizio Lai Gilera 2:07.083   |
| _______17_______ Karel Abraham Aprilia 2:07.101    |                                                     |                                                   |                                                 |
|                                                    | _______18_______ Ratthapark Wilairot Honda 2:07.114 |                                                   |                                                 |
|                                                    |                                                     | _______19_______ Eugene Laverty Aprilia 2:07.665  |                                                 |
|                                                    |                                                     |                                                   | _______20_______ Alex Baldolini Aprilia 2:09.03 |
| _______21_______ Doni Tata Pradita Yamaha 2:10.254 |                                                     |                                                   |                                                 |
|                                                    | _______22_______ Imre Toth Aprilia 2:10.509         |                                                   |                                                 |
|                                                    |                                                     | _______23_______ Russel Gomez Aprilia 2:11.624    |                                                 |
| -------------------------------------------------- | --------------------------------------------------- | ------------------------------------------------- | ----------------------------------------------- |

### Závod
| Pozice | #  | Jezdec              | Stroj   | Kola | Čas       | Rošt | Body |
| ------ | -- | ------------------- | ------- | ---- | --------- | ---- | ---- |
| 1      | 36 | Mika Kallio         | KTM     | 21   | 48:12.217 | 3    | 25   |
| 2      | 4  | Hiroshi Aoyama      | KTM     | 21   | +3.238    | 11   | 20   |
| 3      | 75 | Mattia Pasini       | Aprilia | 21   | +13.811   | 7    | 16   |
| 4      | 58 | Marco Simoncelli    | Gilera  | 21   | +18.474   | 5    | 13   |
| 5      | 6  | Alex Debon          | Aprilia | 21   | +21.066   | 12   | 11   |
| 6      | 21 | Hector Barbera      | Aprilia | 21   | +25.158   | 2    | 10   |
| 7      | 72 | Yuki Takahashi      | Honda   | 21   | +29.990   | 10   | 9    |
| 8      | 14 | Ratthapark Wilairot | Honda   | 21   | +39.871   | 18   | 8    |
| 9      | 41 | Aleix Espargaro     | Aprilia | 21   | +48.344   | 15   | 7    |
| 10     | 55 | Hector Faubel       | Aprilia | 21   | +55.470   | 13   | 6    |
| 11     | 15 | Roberto Locatelli   | Gilera  | 21   | +55.832   | 9    | 5    |
| 12     | 19 | Alvaro Bautista     | Aprilia | 21   | +1:00.442 | 1    | 4    |
| 13     | 50 | Eugene Laverty      | Aprilia | 21   | +1:00.732 | 19   | 3    |
| 14     | 32 | Fabrizio Lai        | Gilera  | 21   | +1:36.975 | 16   | 2    |
| 15     | 45 | Doni Tata Pradita   | Yamaha  | 21   | +1:37.080 | 21   | 1    |
| 16     | 10 | Imre Toth           | Aprilia | 21   | +1:45.018 | 22   |      |
| 17     | 7  | Russel Gomez        | Aprilia | 21   | +2:13.718 | 23   |      |
| Ret    | 25 | Alex Baldolini      | Aprilia | 14   | Porucha   | 20   |      |
| Ret    | 60 | Julian Simon        | KTM     | 5    | Porucha   | 4    |      |
| Ret    | 12 | Thomas Lüthi        | Aprilia | 5    | Nehoda    | 6    |      |
| Ret    | 17 | Karel Abraham       | Aprilia | 4    | Kolize    | 17   |      |
| Ret    | 52 | Lukáš Pešek         | Aprilia | 2    | Porucha   | 14   |      |
| Ret    | 54 | Manuel Poggiali     | Gilera  | 0    | Kolize    | 8    |      |

### Průběžná klasifikace jezdců a továren
| Pos | #  | Jezdec           | Stroj   | Body |
| --- | -- | ---------------- | ------- | ---- |
| 1   | 36 | Mika Kallio      | KTM     | 82   |
| 2   | 75 | Mattia Pasini    | Aprilia | 61   |
| 3   | 21 | Hector Barbera   | Aprilia | 49   |
| 4   | 72 | Yuki Takahashi   | Honda   | 46   |
| 5   | 4  | Hiroshi Aoyama   | KTM     | 44   |
| 6   | 19 | Alvaro Bautista  | Aprilia | 39   |
| 7   | 6  | Alex Debon       | Aprilia | 34   |
| 8   | 58 | Marco Simoncelli | Gilera  | 33   |
| 9   | 41 | Aleix Espargaro  | Aprilia | 26   |
| 10  | 60 | Julian Simon     | KTM     | 23   |

| Pos | Továrna | Body |
| --- | ------- | ---- |
| 1   | Aprilia | 86   |
| 2   | KTM     | 82   |
| 3   | Gilera  | 49   |
| 4   | Honda   | 46   |
| 5   | Yamaha  | 1    |

## 125 cc

### Kvalifikace
| *                                                   | *                                                  | *                                                | *                                                     |
| _______1_______ Bradley Smith Aprilia 2:12.364      |                                                    |                                                  |                                                       |
|                                                     | _______2_______ Nicolas Terol Aprilia 2:12.392     |                                                  |                                                       |
|                                                     |                                                    | _______3_______ Mike Di Meglio Derbi 2:12.905    |                                                       |
|                                                     |                                                    |                                                  | _______4_______ Gábor Talmácsi Aprilia 2:13.012       |
| _______5_______ Andrea Iannone Aprilia 2:13.147     |                                                    |                                                  |                                                       |
|                                                     | _______6_______ Joan Olive Derbi 2:13.149          |                                                  |                                                       |
|                                                     |                                                    | _______7_______ Pol Espargaro Derbi 2:13.173     |                                                       |
|                                                     |                                                    |                                                  | _______8_______ Stefan Bradl Aprilia 2:13.184         |
| _______9_______ Sergio Gadea Aprilia 2:13.262       |                                                    |                                                  |                                                       |
|                                                     | _______10_______ Danny Webb Aprilia 2:13.335       |                                                  |                                                       |
|                                                     |                                                    | _______11_______ Simone Corsi Aprilia 2:13.404   |                                                       |
|                                                     |                                                    |                                                  | _______12_______ Sandro Cortese Aprilia 2:13.436      |
| _______13_______ Dominique Aegerter Derbi 2:13.762  |                                                    |                                                  |                                                       |
|                                                     | _______14_______ Raffaele de Rosa KTM 2:13.800     |                                                  |                                                       |
|                                                     |                                                    | _______15_______ Stefano Bianco Aprilia 2:13.845 |                                                       |
|                                                     |                                                    |                                                  | _______16_______ Stevie Bonsey Aprilia 2:13.947       |
| _______17_______ Takaaki Nakagami Aprilia 2:14.031  |                                                    |                                                  |                                                       |
|                                                     | _______18_______ Michael Ranseder Aprilia 2:14.180 |                                                  |                                                       |
|                                                     |                                                    | _______19_______ Efren Vazquez Aprilia 2:14.561  |                                                       |
|                                                     |                                                    |                                                  | _______20_______ Pere Tutusaus Aprilia 2:14.629       |
| _______21_______ Marc Marquez KTM 2:14.796          |                                                    |                                                  |                                                       |
|                                                     | _______22_______ Esteve Rabat KTM 2:14.830         |                                                  |                                                       |
|                                                     |                                                    | _______23_______ Scott Redding Aprilia 2:15.092  |                                                       |
|                                                     |                                                    |                                                  | _______24_______ Tomoyoshi Koyama KTM 2:15.122        |
| _______25_______ Alexis Masbou Loncin 2:15.325      |                                                    |                                                  |                                                       |
|                                                     | _______26_______ Lorenzo Zanetti KTM 2:15.721      |                                                  |                                                       |
|                                                     |                                                    | _______27_______ Robin Lasser Aprilia 2:16.362   |                                                       |
|                                                     |                                                    |                                                  | _______28_______ Roberto Lacalendola Aprilia 2:16.420 |
| _______29_______ Hugo van den Berg Aprilia 2:16.501 |                                                    |                                                  |                                                       |
|                                                     | _______30_______ Robert Muresan Aprilia 2:16.693   |                                                  |                                                       |
|                                                     |                                                    | _______31_______ Randy Krummenacher KTM 2:17.034 |                                                       |
|                                                     |                                                    |                                                  | _______32_______ Louis Rossi Honda 2:18.440           |
| --------------------------------------------------- | -------------------------------------------------- | ------------------------------------------------ | ----------------------------------------------------- |

### Závod
| Pozice | #  | Jezdec              | Stroj   | Kola | Čas             | Rošt | Body |
| ------ | -- | ------------------- | ------- | ---- | --------------- | ---- | ---- |
| 1      | 29 | Andrea Iannone      | Aprilia | 19   | 46:02.275       | 5    | 25   |
| 2      | 63 | Mike Di Meglio      | Derbi   | 19   | +3.355          | 3    | 20   |
| 3      | 1  | Gábor Talmácsi      | Aprilia | 19   | +3.451          | 4    | 16   |
| 4      | 44 | Pol Espargaro       | Derbi   | 19   | +14.028         | 7    | 13   |
| 5      | 17 | Stefan Bradl        | Aprilia | 19   | +23.853         | 8    | 11   |
| 6      | 6  | Joan Olive          | Derbi   | 19   | +31.962         | 6    | 10   |
| 7      | 60 | Michael Ranseder    | Aprilia | 19   | +33.758         | 18   | 9    |
| 8      | 18 | Nicolas Terol       | Aprilia | 19   | +34.696         | 2    | 8    |
| 9      | 35 | Raffaele de Rosa    | KTM     | 19   | +34.838         | 14   | 7    |
| 10     | 7  | Efren Vazquez       | Aprilia | 19   | +41.011         | 19   | 6    |
| 11     | 12 | Esteve Rabat        | KTM     | 19   | +41.139         | 22   | 5    |
| 12     | 93 | Marc Marquez        | KTM     | 19   | +43.677         | 21   | 4    |
| 13     | 71 | Tomoyoshi Koyama    | KTM     | 19   | +53.489         | 24   | 3    |
| 14     | 51 | Stevie Bonsey       | Aprilia | 19   | +54.462         | 16   | 2    |
| 15     | 30 | Pere Tutusaus       | Aprilia | 19   | +58.706         | 20   | 1    |
| 16     | 11 | Sandro Cortese      | Aprilia | 19   | +59.454         | 12   |      |
| 17     | 77 | Dominique Aegerter  | Derbi   | 19   | +1:10.704       | 13   |      |
| 18     | 69 | Louis Rossi         | Honda   | 19   | +1:47.918       | 32   |      |
| 19     | 56 | Hugo van den Berg   | Aprilia | 19   | +1:50.406       | 29   |      |
| Ret    | 34 | Randy Krummenacher  | KTM     | 16   | Porucha         | 31   |      |
| Ret    | 45 | Scott Redding       | Aprilia | 15   | Nehoda          | 23   |      |
| Ret    | 8  | Lorenzo Zanetti     | KTM     | 11   | Následky nehody | 26   |      |
| Ret    | 99 | Danny Webb          | Aprilia | 10   | Nehoda          | 10   |      |
| Ret    | 95 | Robert Muresan      | Aprilia | 9    | Nehoda          | 30   |      |
| Ret    | 5  | Alexis Masbou       | Loncin  | 9    | Porucha         | 25   |      |
| Ret    | 21 | Robin Lasser        | Aprilia | 7    | Nehoda          | 27   |      |
| Ret    | 19 | Roberto Lacalendola | Aprilia | 7    | Nehoda          | 28   |      |
| Ret    | 38 | Bradley Smith       | Aprilia | 6    | Nehoda          | 1    |      |
| Ret    | 24 | Simone Corsi        | Aprilia | 5    | Následky nehody | 11   |      |
| Ret    | 73 | Takaaki Nakagami    | Aprilia | 4    | Porucha         | 17   |      |
| Ret    | 33 | Sergio Gadea        | Aprilia | 1    | Porucha         | 9    |      |
| DNS    | 27 | Stefano Bianco      | Aprilia |      | Nestartoval     | 15   |      |

### Průběžná klasifikace jezdců a továren
| Pos | #  | Jezdec         | Stroj   | Body |
| --- | -- | -------------- | ------- | ---- |
| 1   | 24 | Simone Corsi   | Aprilia | 59   |
| 2   | 6  | Joan Olive     | Derbi   | 50   |
| 3   | 18 | Nicolas Terol  | Aprilia | 50   |
| 4   | 63 | Mike Di Meglio | Derbi   | 49   |
| 5   | 17 | Stefan Bradl   | Aprilia | 48   |
| 6   | 33 | Sergio Gadea   | Aprilia | 32   |
| 7   | 29 | Andrea Iannone | Aprilia | 32   |
| 8   | 1  | Gábor Talmácsi | Aprilia | 30   |
| 9   | 44 | Pol Espargaro  | Derbi   | 26   |
| 10  | 51 | Stevie Bonsey  | Aprilia | 25   |

| Pos | Továrna | Body |
| --- | ------- | ---- |
| 1   | Aprilia | 100  |
| 2   | Derbi   | 68   |
| 3   | KTM     | 18   |

| Předchozí Velká cena: Velká cena Portugalska 2008 | Mistrovství světa silničních motocyklů 2008 | Následující Velká cena: Velká cena Francie 2008 |
| Předchozí ročník: Velká cena Číny 2007            | Velká cena Číny                             | Následující ročník: Velká cena Číny 2009        |